# Alsodes tumultuosus
Alsodes tumultuosus là một loài ếch trong họ Leptodactylidae. Chúng là loài đặc hữu của Chile.
Các môi trường sống tự nhiên của chúng là vùng đồng cỏ ôn đới và sông. Loài này đang bị đe dọa do mất môi trường sống.